# Каунаський центр культур різних народів
Каунаський центр культур різних народів (лит. Kauno įvairių tautų kultūrų centras) — культурно-просвітницька організація, створена для збереження культурної ідентичності національних меншин і сприяння їх інтеграції в литовське суспільство. Центр укріплює міжнародну і національну толерантність, а також прагне розвивати громадянське суспільство.

## Історія
Організацію було засновано 30 квітня 2004 року Департаментом національних меншин і вихідців з Литви при Уряді Литовської Республіки спільно з Каунаською міською радою. 18 листопада 2004 року відбулося урочисте відкриття будівлі Каунаського центру культур різних народів. Після того як постановою Уряду Литовської Республіки було реорганізовано Департамент національних меншин і вихідців з Литви, з 1 січня 2010 року Міністерство культури Литовської Республіки стало партнером даної організації. З дня заснування організації посаду генерального директора займає Дайнюс Бабілас.

## Діяльність
Щорічно центр організовує понад 70 культурних заходів: концерти, художні виставки, культурні вечори, читання поезії, дегустації кулінарної спадщини і презентації книг. Центр також організовує тренінги і семінари для лідерів громад нацменшин, активних членів організації та інших молодих людей. Дана організація запрошує вчених і фахівців на наукові конференції, семінари та дискусії щодо історії, діяльності, проблем та інтеграції національних меншин. Адміністрація центру збирає, систематизує та розповсюджує інформацію про національні меншини, допомагає вченим, студентам і школярам проводити дослідження, готує статті до друку, бере участь у різноманітних теле- та радіопередачах.
З 2006 по 2012 рік центр організовував щорічний Фестиваль культур литовських нацменшин під назвою «Культурні мости» — один з найбільших культурних заходів, що стосується національних меншин Литви. В рамках фестивалю виступали найкращі художні колективи етнічних меншин, проводилися презентації мистецьких робіт і майстер-класи для дітей. Фестиваль традиційно проводився в центрі міста Каунас просто неба. У 2013 році фестиваль проводили в місті Алітус. Центр також організовує щорічний Фестиваль недільної школи для литовських нацменшин. Кожного року цей фестиваль проводиться в іншому місті.
З 2006 року центр регулярно організовує проекти з фотомистецтва, в ході яких професійні фотографи співпрацюють з громадами нацменшин і студентами, створюючи виставки, у яких представлені різні культури. Ці виставки потім експонуються в різних національних культурних центрах, галереях, школах, торгових центрах та інших громадських місцях.
Центр тісно співпрацює з неурядовими організаціями національних меншин (українцями, вірменами, білорусами, поляками, циганами, росіянами, татарами, німцями, євреями та ін.). У приміщеннях центру громади нацменшин постійно проводять різноманітні заходи, культурні вечори, репетиції художніх колективів.
Це єдина в каунаському регіоні організація, що здійснює діяльність такого характеру. Подібна організація під назвою «Будинок національних меншин» знаходиться у Вільнюсі, а ще одна — «Національний культурний центр» — у Клайпеді.

## Міжнародне співробітництво
Центр ініціює та бере участь у міжнародних проектах, які фінансує ЄС: програма «Навчання протягом життя» (програма «Грундтвіг» (навчання для дорослих) та «Леонардо да Вінчі» (професійне навчання)), «Молодь в дії» з 2007 року та «Еразмус+» з 2014 року. Центр підтримує зв’язки з партнерами за кордоном: в Німеччині, Великій Британії, Норвегії, Ісландії та ін. Участь у проектах інших організацій теж є частиною його діяльності. Співробітники центру підвищують кваліфікацію на міжнародних курсах і семінарах, беруть участь в конференціях, стажуваннях, програмах обміну для молоді та пізнавальних візитах за програмами ЄС.

## Галерея

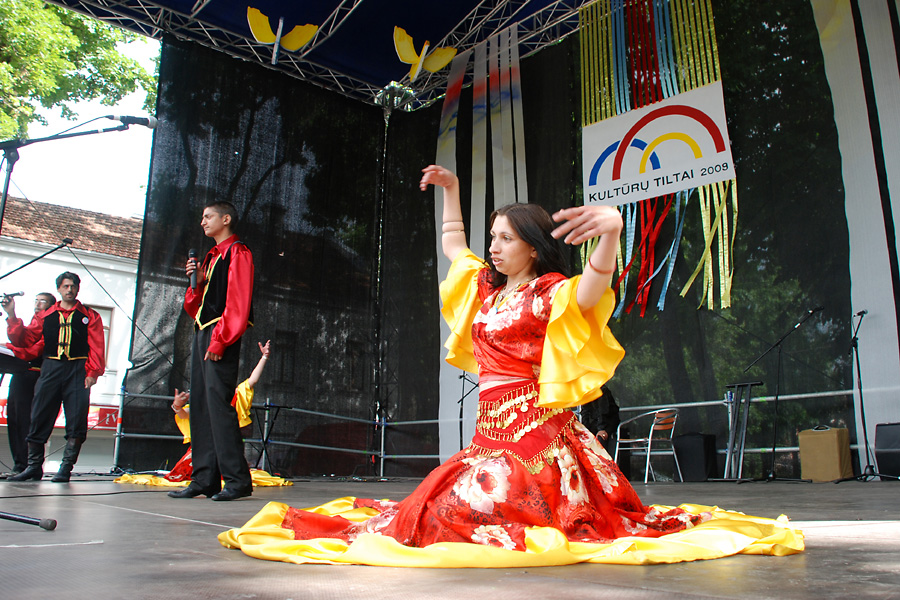
Культурні мости 2009
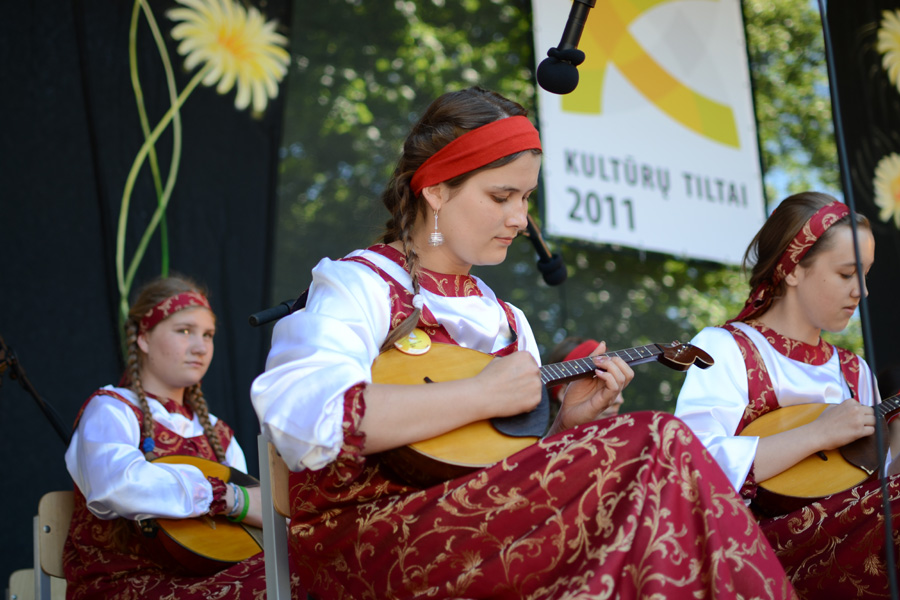
Культурні мости 2011
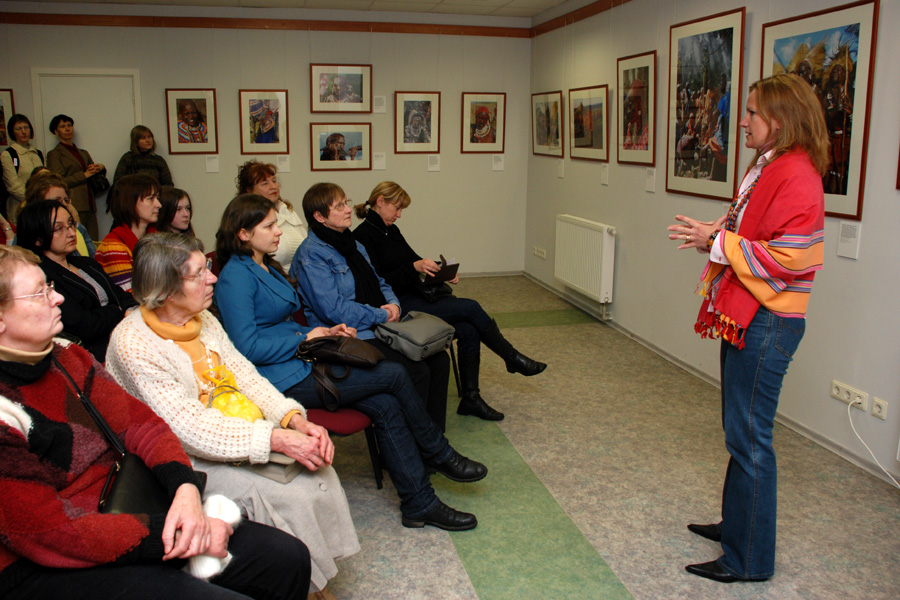
Виставка про Африку
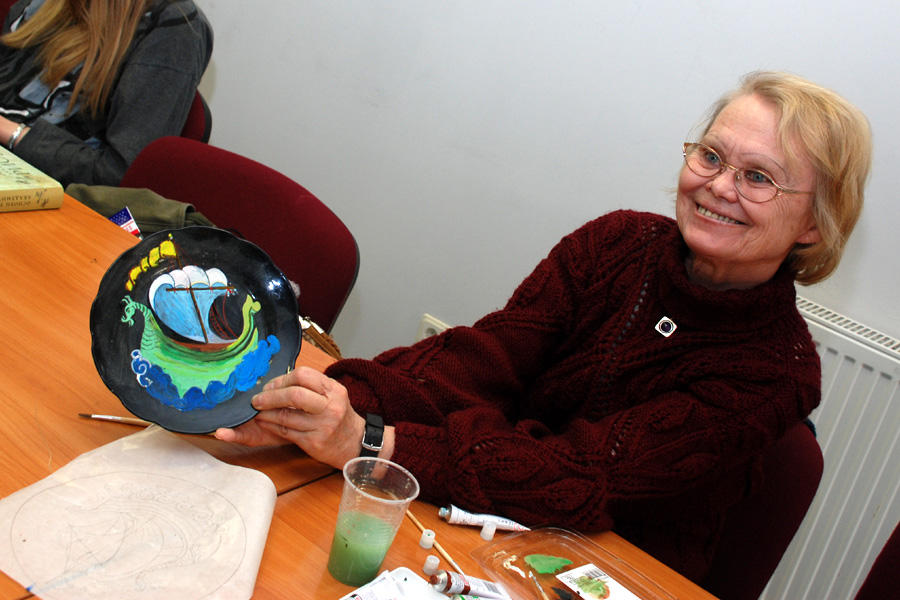
Навчання ремесел